# Eidenbenzlöwe

Der Eidenbenzlöwe

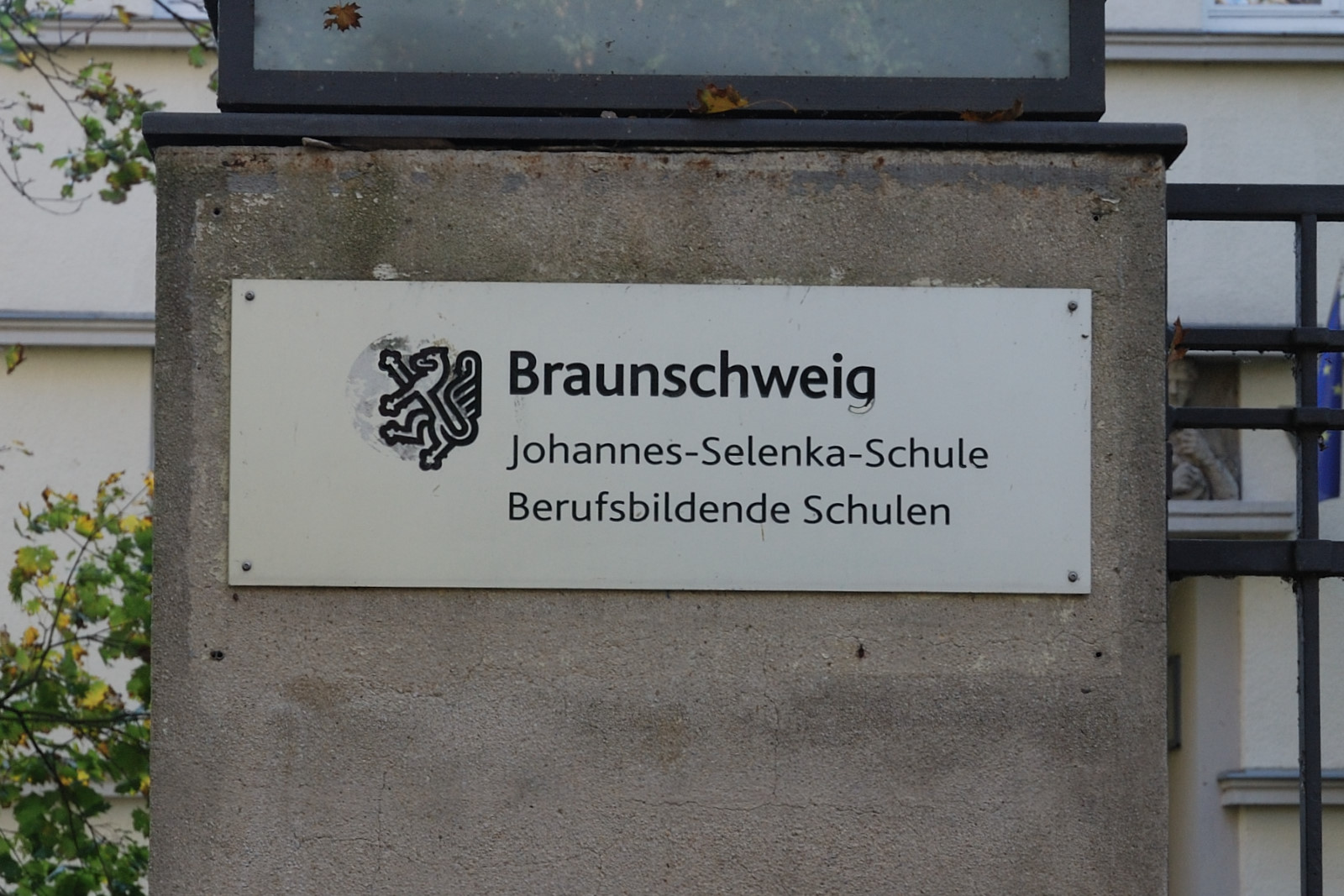
Das Signet auf einem Schild

Der Eidenbenzlöwe ist das Signet der Stadt Braunschweig, das auf dem Braunschweiger Wappentier, dem Braunschweiger Löwen, basiert. Benannt wurde es nach dem Schweizer Grafiker Hermann Eidenbenz (1902–1993), der in Braunschweig wirkte und das ursprüngliche Signet aus den 1950er Jahren entworfen hatte. Mittlerweile ist es auch Bestandteil des Logos der Stadt Braunschweig und der Bürgermarke Braunschweigs und wurde einige Male modifiziert. Der Eidenbenzlöwe ist heute fester Bestandteil des Alltags der Stadt und im Leben der Braunschweiger und ersetzt häufig das Wappen der Stadt. Er findet sich im Schriftverkehr der Stadt und an vielerlei Dokumenten, Schildern und Objekten im gesamten Stadtraum.
Hermann Eidenbenz entwarf das Signet 1954. Durch geometrische Linienführung und rechtwinklig angeordnete Vorderläufe erhielt es einen modernen Charakter. Eidenbenz war von 1953 bis 1955 Leiter der Abteilung für Gebrauchsgrafik an der „Werkkunstschule Braunschweig“, der heutigen Hochschule für Bildende Künste. Als offizielle Marke war der Eidenbenzlöwe der Stadt Braunschweig vorbehalten. 1984 bearbeitete Eidenbenz das Signet ein letztes Mal selbst.
2005 wurde ein neues Corporate Design für die Stadt Braunschweig eingeführt. Dazu zählte auch ein neues Logo, in dem das Signet ein wichtiger Teil wurde.
2018 wurde das Design der Stadt Braunschweig erneuert, dabei erhielt die Stadt ein neues Logo und für die Verwendung durch die Stadt wurde der Eidenbenzlöwe angepasst und schlanker gestaltet. Im Logo selbst wurde der Eidenbenzlöwe ausgefüllt.
Seit 2018 gibt es eine Bürgermarke („Löwenlogo“) mit einem vereinfachten Eidenbenzlöwen. Zur Unterscheidung vom offiziellen Signet ist das Löwenlogo ausgefüllt. Es steht zur freien und nicht-kommerziellen Nutzung durch die Bürger zur Verfügung und eine kommerzielle Nutzung ist nur in Einzelfällen und nach Genehmigung gestattet.